# پاول یوهان آنزلم ریتر فن فویرباخ
پاول یوهان آنزلم ریتر فن فویرباخ (به آلمانی: Paul Johann Anselm Ritter von Feuerbach)‏ (زادهٔ ۱۴ نوامبر ۱۷۷۵ - درگذشتهٔ ۲۹ مهٔ ۱۸۳۳) یک حقوق‌دان اهل آلمان بود. او پدربزرگ آنزلم فویرباخ (نقاش) بود.
کارل و لودویک فرزندان او بودند.